# Cerro Radal
Cerro Radal est une localité rurale argentine située dans le département de Cushamen, dans la province de Chubut. Elle est située entre les villes de Lago Puelo et Las Golondrinas, à 7 km d'El Bolsón et à 8 km de Lago Puelo. Elle abrite l'école semi-rurale no 132 et l'école agro-technique no 717, et dispose des services d'électricité, de gaz et d'eau potable.
Le village est traversé par une route qui relie la route nationale 40 à la route provinciale 16. Il appartient à la municipalité de Lago Puelo et porte le nom d'une colline voisine peuplée de l'espèce Lomatia hirsuta.

## Tourisme et production
La zone, qui fait partie de la Comarca andina del Paralelo 42, est une zone touristique avec des campings, des auberges et des hôtels, et où l'on trouve des fermes où l'on cultive des légumes et des fruits fins. Il existe un petit parc industriel dans la région avec des scieries et une production de confitures, entre autres,.

## Géographie
Cerro Radal est situé aux coordonnées 42° 01′ 53,1″ S, 71° 37′ 02,9″ O, à 310 mètres d'altitude. Son climat est froid et humide, correspondant à la Patagonie andine. Des incendies de forêt se sont produits sur la colline elle-même.

## Histoire
L'école 132 a été fondée le 14 avril 1937 sous la direction de Mme Virginia Espinosa de Becerra. L'école a été nommée Cerro Radal parce que devant l'institution se trouvait la colline de la Piedra Pintada et un arbre appelé « Radal ». Le bâtiment était en bois et comportait deux étages. L'effectif initial était d'environ 30 élèves. Dans les années 1970, un nouveau bâtiment a été construit et agrandi entre 1981 et 1982 dans le cadre d'un programme gouvernemental d'expansion et d'amélioration de l'éducation rurale appelé EMER. Ces dernières années, un noyau de population de Cerro Radal s'est formé. En 2008, un centre communautaire de 72 m2 a été inauguré.
En 2009, le Chacra Roca Pintada, un site archéologique présentant de l'art rupestre qui aurait été réalisé il y a environ 900 ans, a été inauguré. Cette année, les enseignantes Nieve Sosa, Gabriela Rama et Ana Mauro, enseignantes à l'école 132 de Cerro Radal, issues du corps enseignant de l'école, ont une émission de radio tous les vendredis pour enseigner les contenus de l'année scolaire.